# Heinrichshöhe (Wurzbach)
Heinrichshöhe ist eine Siedlung der Stadt Wurzbach im Saale-Orla-Kreis in Thüringen.

## Geografie
Heinrichshöhe befindet sich gemeinsam mit Titschendorf etwas nördlicher auf dem Titschenberg.

## Verkehr
Im Fahrplan 2017/18 ist Heinrichshöhe durch folgende Linien an den ÖPNV angebunden:
- Linie 612: Weitisberga – Wurzbach – Heinrichshöhe – Titschendorf
- Linie 640: Bad Lobenstein – Neundorf – Heinrichshöhe – Titschendorf – Blankenstein

Alle Linien werden von der KomBus betrieben.

## Geschichte
Die urkundliche Ersterwähnung erfolgte 1801.